# ジャナ・トドロバ
ジャナ・トドロバ（ブルガリア語: Жана Тодорова、ラテン文字転写: Zhana Todorova、1997年1月6日 - ）はブルガリアの女子バレーボール選手。ポジションはリベロ。ブルガリア代表。

## 来歴

### クラブチーム
プロヴディフ出身。2013/14シーズンにブルガリアリーグのVC Maritsaでバレーボール選手としてのキャリアをスタートさせる。2014/15シーズンからは国内リーグ7連覇を含む多くのタイトル獲得に貢献した。2021/22シーズンはウクライナのSC Prometeyでプレーした。

### 代表チーム
2013年にブルガリア代表に初選出される。2015年、アンダーカテゴリーの代表としてU-20世界選手権に出場し8位となり、大会のベストリベロ賞を受賞した。2017年に開催されたU-23世界選手権では銅メダルを獲得し、ベストリベロ賞を受賞した。2018年、ヨーロッパリーグで金メダルを獲得。同年の世界選手権には正リベロを務めた。2019年、ネーションズリーグに出場した。2021年、ヨーロッパリーグで金メダルを獲得し、大会MVPに選ばれた。

## 球歴
- 世界選手権 - 2018年
- ネーションズリーグ - 2019年、2022年
- 欧州選手権 - 2017年、2019年、2021年

## 受賞歴
- 2015年 U-20世界選手権　ベストリベロ賞
- 2017年 U-23世界選手権 ベストリベロ賞
- 2021年 ヨーロッパリーグ MVP

## 所属クラブ
- VC Maritsa（2013-2021年）
- SC Prometey（2021-2022年）
- VC Maritsa（2023-）